# Рубен Гонсалес Роча
Рубен Гонсалес Роча (ісп. Rubén González Rocha; нар. 29 січня 1982, Сантьяго-де-Компостела) — колишній іспанський гаоісійський футболіст, захисник.

## Клубна кар'єра
Молодий захисник починав кар'єру в молодіжних командах клубів «Канксо» і «Компостела», після яких потрапив до системи мадридського «Реала». На лавці запасних основної команди Рубен з'явився вже в сезоні 2000/01, але дебютував у Прімері за «Реал» лише 10 травня 2002 року в матчі проти «Депортіво» (0:3). 9 листопада 2003 року захисник забив автогол у матчі з «Севільєю» (1:4). Той сезон він завершував у менхенгладбаській «Боруссії» на правах оренди, рідко з'являючись на полі через травму плеча.
У сезоні 2004/05 Рубен грав на правах оренди в «Альбасете», а потім, відігравши ще рік у «Реал Мадрид Кастілья», перейшов до «Расінга». Там він забив свої перші голи: перший — «Мальорці», а другий — «Вільярреалу».
Після «Расінга» Рубен провів по два сезони у «Сельті» та «Мальорці». Влітку 2011 року гравець перейшов до «Осасуни», де за два роки зіграв у двадцяти шести матчах ліги.
2013 року він став гравцем «Баку».
12 серпня 2014 року Рубен підписав контракт на два роки з клубом Сарагоса. 3 вересня 2016 року 34-річний футболіст перейшов до клубу Делі Дайнамос, що виступав у Індійській суперлізі.
Під час трансферного вікна в січні 2017 року Рубен повернувся на батьківщину й підписав контракт на два роки з клубом Coruxo FC з дивізіону Сегунда Б.

## Кар'єра в збірній
Рубен грав у всіх юнацьких та молодіжних командах Іспанії. Гравець у складі збірної Іспанії (до 16 років) виграв юнацький Євро-1999, а також брав участь у юнацькому чемпіонаті світу-1999.
У 2005–2008 роках Роберто Фернандес провів чотири товариські матчі за збірну Галісії проти збірних Уругваю, Еквадору, Камеруну та Ірану.

## Досягнення
- Чемпіон Іспанії (2): 2000/01, 2002/03
- Володар Суперкубка Іспанії (2): 2001, 2003
- Переможець Ліги Чемпіонів (1): 2001/02
- Володар Суперкубка УЄФА (1): 2002
- Володар міжконтинентального кубка (1): 2002/03
- Чемпіон Європи (U-16): 1999